# Ługa (rzeka w Rosji)
Ługa (ros. Луга, wot. Laugaz) – rzeka płynąca przez obwody leningradzki i nowogrodzki Rosji. Długość - 353 km, powierzchnia zlewni - 13,2 tys. km². Wypływa z Błot Tiesowskich i uchodzi do Zatoki Fińskiej. Zasilanie mieszane z przewagą śniegowego. Skuta lodem od grudnia do kwietnia. Żeglowna na wybranych odcinkach - w sumie 173 km. 
Nad Ługą leżą miasta: Ługa i Kingisepp. 
U ujścia rzeki, w miejscowości Ust-Ługa, Rosjanie budują najnowocześniejszy i największy port morski w regionie. Ma on być gotowy w 2015 roku. Terminal paliw ciekłych portu w Ust-Łudze został uruchomiony 31 stycznia 2011 roku, w kwietniu obsłużył pierwszą dużą jednostkę - zbiornikowiec Primorsky Prospekt.

## Dopływy
- Oriedież - prawy
- Jaszczera - prawy
- Lemowża - prawy
- Saba - lewy
- Wruda - prawy
- Dołgaja - lewy
- Udrajka
- Czernaja - prawy